# 蘇俊賓
蘇俊賓（1976年7月8日—），臺灣政治人物，生於桃園，現任桃園市副市長，曾任中國國民黨中央委員會組織發展委員會主委、行政院新聞局長及桃園縣環保局長，2012年代表中國國民黨參選立委，但最終輸給尋求連任的前臺南市市長許添財。亦曾任信義全球資產管理股份有限公司董事長及負責人、信義房屋獨立董事之一。其堂叔蘇家明曾任桃園市議員。

## 從政
地方及黨政職務
2004年開始以立委徐中雄助理身份赴各家電視台，為甫敗選的國民黨辯護理念，並直言黨內部份從政同志弊端難絕，備受黨內外矚目。由於思路清楚，且能與嚴辭批評國民黨者交流意見，所以在國民黨內士氣低迷的情形下，頗得時人期待。爾後在桃園縣縣長朱立倫邀請下，赴桃園縣政府出任環保局長一職。
馬英九當選中國國民黨主席以後，於2008年中華民國總統選舉期間，聘蘇任文傳會副主委兼馬蕭競選總部發言人之一；勝選後，蘇與金溥聰、馮寄台等人以「選前約定不入閣」為由，皆未立即進入中央服務，蘇重返桃縣府復任環保局長。
新聞局局長
八個月後，由於府方有感需要充分詮釋政策，且財經閣員的民調並未起色；在馬政府的力邀下，蘇應邀出任行政院新聞局長。
參選立委
2012年1月14日，中华民国总统选举和立法委员选举合并举行，苏俊宾作为刺客代表国民黨参选台南市第四選區立委（東區、南區、安平區）。儘管在傳統藍略大於綠的東區取得1,500票左右的微幅領先，但未能攻破綠營票倉安平區及南區，終以一萬餘票之差敗給尋求立委連任的許添財，然則是台南五個選區中國民黨籍候選人得票率最高者。
重返黨職
2012年2月1日，擔任中國國民黨組織發展委員會主任委員。2016年1月18日因國民黨總統立委大敗而宣布請辭，並淡出政壇。
桃園市副市長
2022年12月，接受新任桃園市長張善政的邀請擔任桃園市副市長。

## 選舉紀錄
| 年度 | 選舉屆數           | 選舉區           | 所屬政黨   | 得票數  | 得票率 | 當選標記 | 備註 |
| ---- | ------------------ | ---------------- | ---------- | ------- | ------ | -------- | ---- |
| 2012 | 第八屆立法委員選舉 | 臺南市第四選舉區 | 中國國民黨 | 102,266 | 46.97% |          |      |

## 軼事
- 蘇俊賓曾表示自己是鐵道迷[6]，並且已收藏數千張台鐵火車票[7]。此外，蘇俊賓也熱衷收藏老物件，甚至收藏過磚造土地公廟。[8]

- 蘇俊賓因為青年形象有「少年阿賓」的稱號，不過「少年阿賓」亦是一部知名成人小說名，蘇俊賓曾公開表示希望大家不要這樣稱呼他。[9]

## 外部連結
- 蘇俊賓的Facebook專頁

| 中華民國政府職務 | 中華民國政府職務                                  | 中華民國政府職務 |
| ---------------- | ------------------------------------------------- | ---------------- |
| 行政院           |                                                   |                  |
| 前任： 史亞平    | 新聞局局長 第二十六任 2009年1月1日－2010年2月24日 | 繼任： 江啟臣    |